# Zamczysko (Gdańsk)

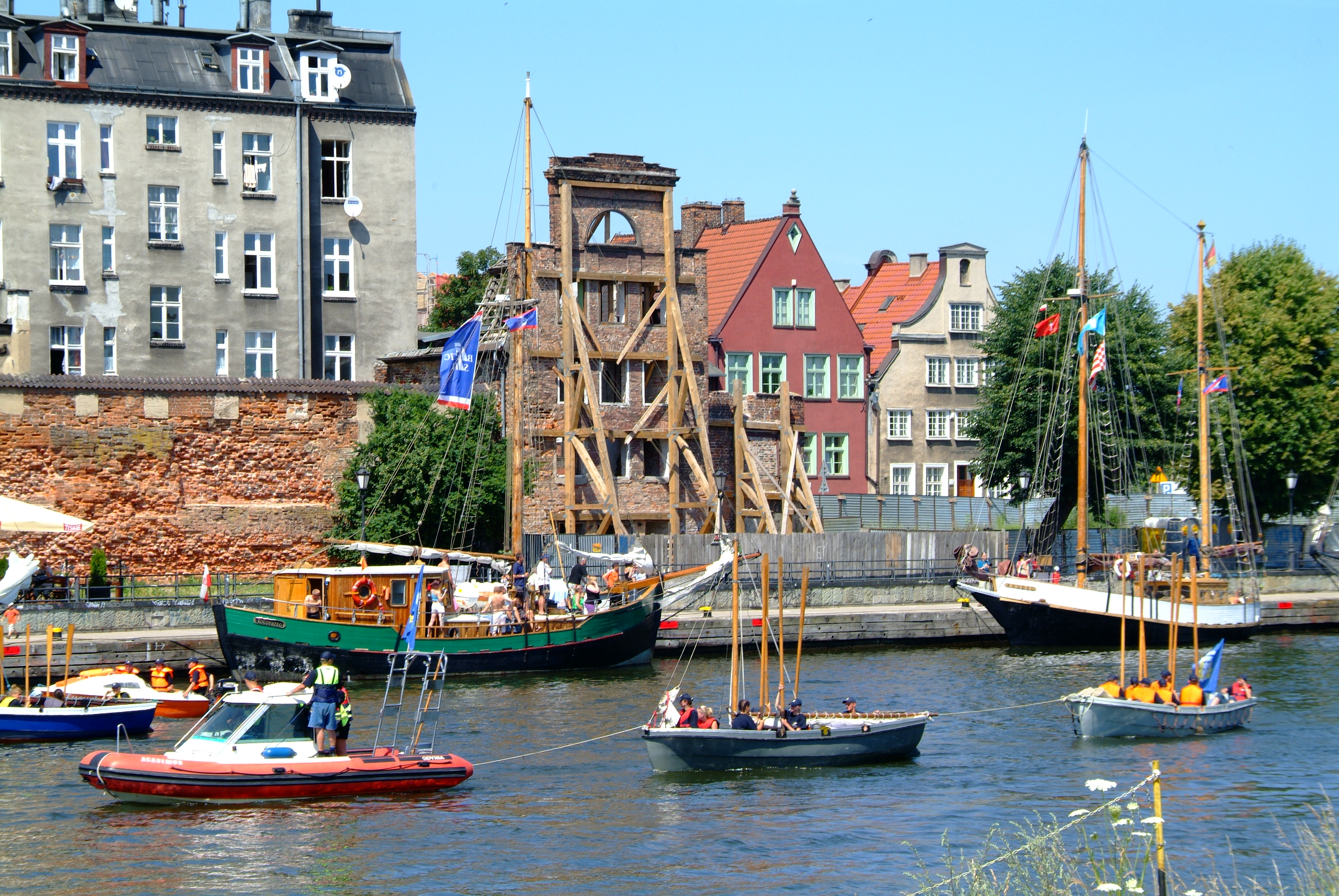
Zamczysko i Motława

Zamczysko (niem. Alteschloss, kaszub. Zómkòwiszcze) – część gdańskiego Starego Miasta. Ograniczone jest Motławą, końcowym odcinkiem Kanału Raduni, ul. Tartaczną i placem Obrońców Poczty Polskiej.

## Historia

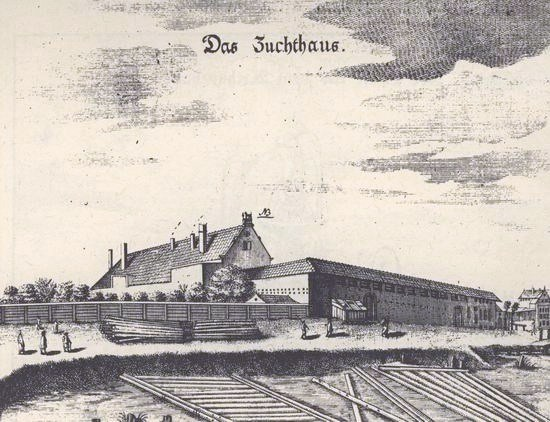
Nieistniejący Dom Pracy Przymusowej

Na obszarze Zamczyska znajdował się od lat 60. XI wieku do ok. 1340 silny gród drewniano-ziemny namiestników polskich władców, od 1227 samodzielnych książąt pomorskich.
Jeden z najwcześniejszych gdańskich cmentarzy (wczesnośredniowieczny) znajdował się przy ul. Sukienniczej, na terenie grodu. Na początku lipca 2025 w czasie prowadzonych tam prac archeologicznych odkryto grób rycerza z zachowaną płytą nagrobną i kompletnym szkieletem.
W nocy z 12/13 listopada 1308 gród opanowali Krzyżacy, usunęli z niego dotychczasowych polskich władców i z inicjatywy wielkiego mistrza Dietricha von Altenburga w latach 1335–1341 wzniesiono na jego miejscu murowany zamek. Świadczy o tym wzmianka „Iste eciam tempore suo castrum Gdanzc et castrum Swetze muniri de latere procurauit”.
Od 1396 na przedłużeniu obecnej ul. Rycerskiej kursował prom na Ołowiankę (był czynny do około 1880).

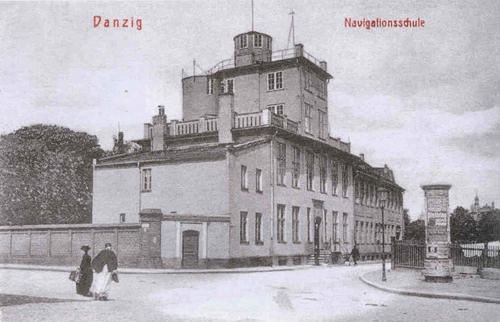
Nieistniejąca Królewska Szkoła Nawigacyjna, ok. 1900

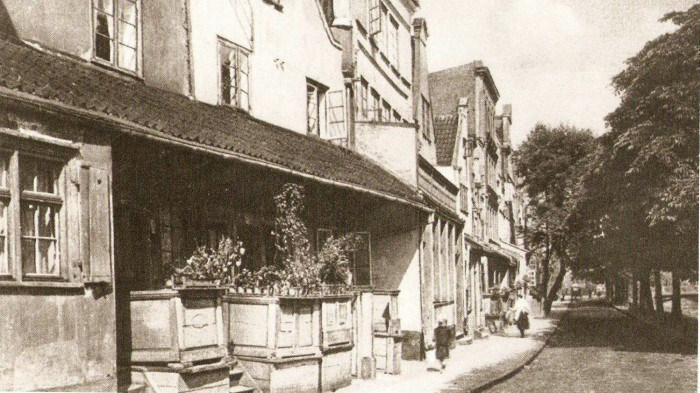
Zamczysko, ok. 1900

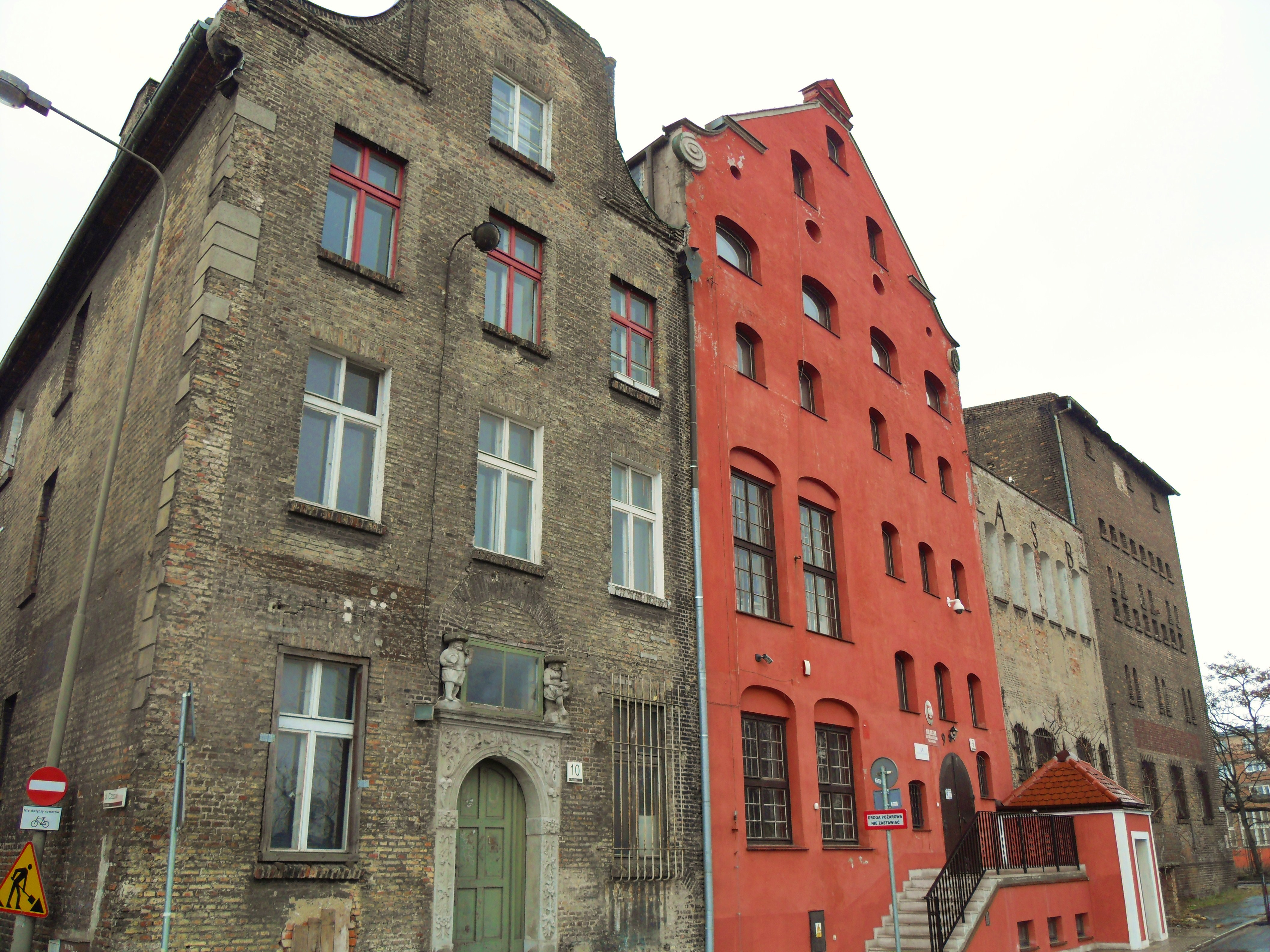
Zabytkowe kamienice przy ul. Rycerskiej

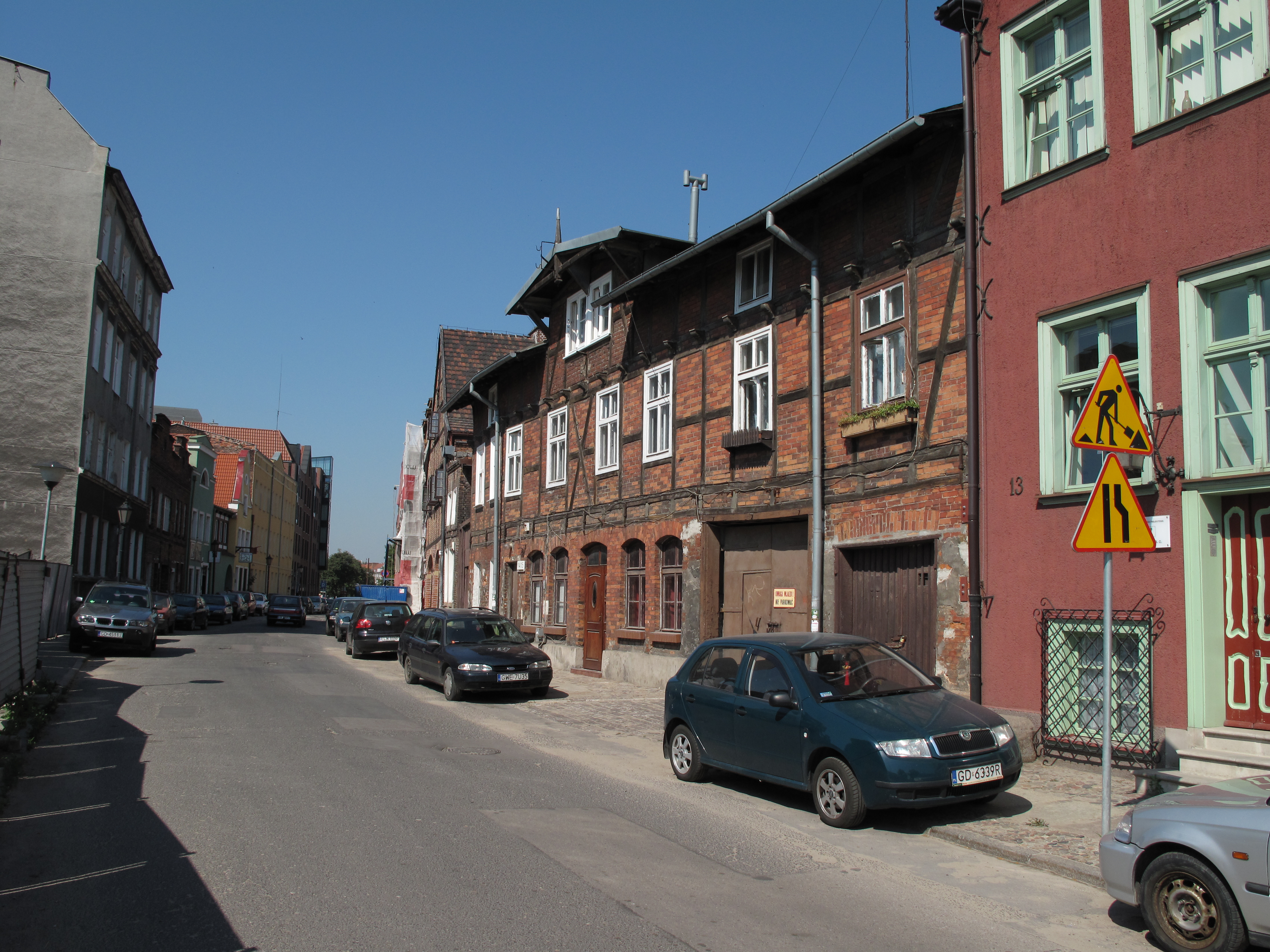
Zamczysko, ul. Grodzka

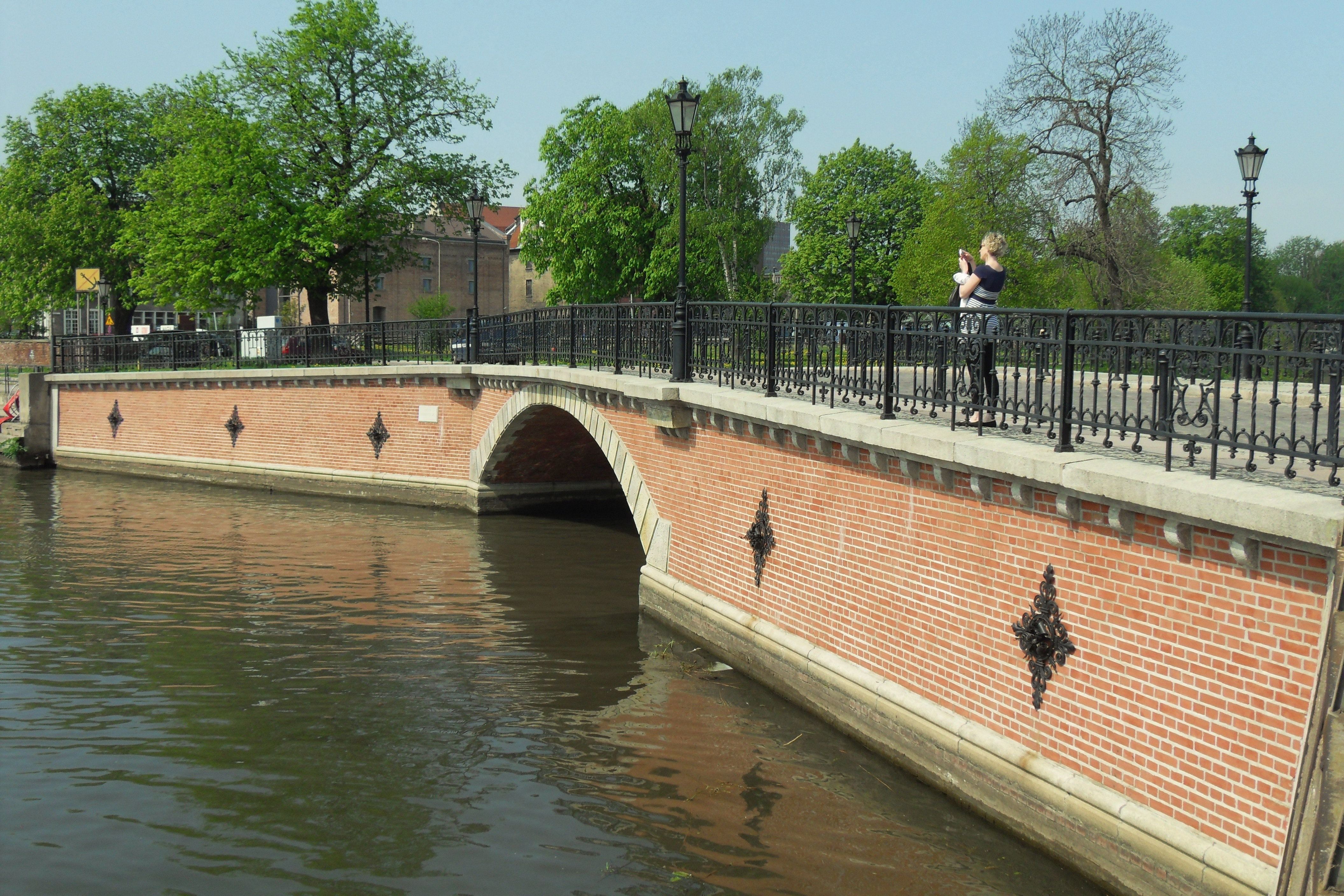
Most Wapienniczy

Twierdzę rozebrali w 1454 sami gdańszczanie, niechętni Krzyżakom. Później Zamczysko długo było puste, aż dopiero w 1630 wybudowano na jego terenie więzienie w okolicach dzisiejszej ul. Rycerskiej. Był to Dom Pracy Przymusowej (Zuchthaus), zakład poprawy poprzez pracę, w którym osadzani byli żebracy wyłapywani podczas obław w mieście, aby zmniejszyć ich ilość na ulicach. Na początku XIX wieku powstało nowe więzienie Sądu Kryminalnego w Gdańsku, tzw. Kurkowa, i dom poprawy został wyburzony. Zachował się z niego jedynie mur dziedzińca, na którym w 1838–1844 wybudowano nowoczesny szpital garnizonowy. Skrzydło tego szpitala przekazano Polsce, która zaadaptowała je na siedzibę Poczty Polskiej w Wolnym Mieście Gdańsku.
Ulica Grodzka (Burgstraße) istniała już na planie zabudowy obszaru po zamku krzyżackim. Nazwana była początkowo Zamkową (Schlosstrasse), późniejszą nazwę otrzymała w XVII wieku. W XVII wieku na terenach dawnego zamku krzyżackiego została wytyczona ulica Sukiennicza (Rähm). Osiedlali się przy niej sukiennicy, którzy rozpinali na ramach sukna, aby je suszyć po bieleniu. W XVII wieku, również na terenie dawnego zamku krzyżackiego, została wytyczona ulica Rycerska (Rittergasse). Najstarsze pisemne świadectwo jej nazwy pochodzi z 1648. W 1648 otrzymała nazwę dzisiejsza ulica Dylinki (Kleine Knüppelgasse), nazwana wówczas ulicą Dylową (Knüppelstrasse); jej dzisiejsza nazwa Dylinki pojawiła się po raz pierwszy w 1903. Około 1648 powstała ulica Czopowa (Zapfengasse). Początkowo nosiła nazwę Kamienna (Steingasse), ponieważ była wybrukowana kamieniami (była jedyną brukowaną ulicą w tej części miasta; na pozostałych były układane drewniane pale, czyli dyle, ponieważ cały teren był podmokły i grząski – stąd wzięły się nazwy sąsiednich ulic: Dylinki, Na Dylach i Wielkie Dyle). W drugiej poł. XVII wieku nazwę otrzymała ulica Wartka (Am Brausenden Wasser). W 1792 pojawiła się nazwa ulicy Wapienniczej (Kalkort lub Kalkschutenort), pochodząca od miejsca, w którym przybijały szkuty z ładunkami wapienia. Około 1840 nazwana została ulica Karpia (Karpfenseigen), wcześniej zwana Nad Radunią (An der Radaune). Nazwa pochodziła od siatek lub skrzyń zanurzonych w wodzie, służących do przechowywania żywych ryb. 
W latach 1824–1923 na terenie Zamczyska istniała Królewska Szkoła Nawigacyjna (Königliche Navigations Schule), przy ul. Karpiej 26. Gmach szkoły i okoliczne budynki zostały zniszczone pod koniec II wojny światowej i później nie odbudowane.
Na Zamczysku mieściły się gdańskie browary, w tym Alte Danziger Schloßbrauerei. Od 1916 przy ul. Rycerskiej 7 i 8 mieściła się Gdańska Fabryka Chleba (Anker Simon Brotfabrik), której współwłaścicielem był kupiec żydowskiego pochodzenia Simon Anker, zwany „zbożowym królem”.
Przy ulicy Rycerskiej 10 znajduje się jedna z nielicznych gdańskich kamienic (tzw. „domem browarników”), która przetrwała w stanie nienaruszonym zniszczenia II wojny światowej. Wewnątrz zachowało się kompletne wyposażenie z drugiej połowy XVIII wieku.
W 1922 została zlikwidowana przebiegająca przez ul. Grodzką linia tramwajowa trasy śródmiejskiej (pomiędzy ul. Garbary i nieistniejącym pl. Hanzy).
Wieczorem 11 lipca 1942 miał miejsce pierwszy podczas II wojny światowej nalot bombowy na Gdańsk. W jego wyniku kilka bomb spadło na kamienice przy ulicy Rycerskiej.
W latach 50. XX wieku została zbudowana szkoła podstawowa przy ul. Karpiej.

### Zabytki[12]i obiekty historyczne
- dom (XVIII wiek), ul. Grodzka 9
- dom (koniec XVIII wieku), ul. Grodzka 12
- dom (XVIII–XX wiek), ul. Grodzka 13
- spichrz Pod Jeleniem z 1771, ul. Grodzka 16
- dom z 1747, ul. Grodzka 18
- 3 domy, restauracja U Kubickiego (pierwsza poł. XIX wieku), ul. Wartka 5
- zespół browaru (XVIII–XIX wiek), ul. Rycerska 7, 8, 9 / Czopowa 5
- dom (pocz. XVIII wieku), ul. Rycerska 10
- historyczne kamienice
- Most Wapienniczy (zbudowany 1896–1897[27]) na Kanale Raduni[28]
- mur Domu Pracy Przymusowej, wzdłuż ul. Sukienniczej[11]